# Moguer
Moguer is een gemeente in de Spaanse provincie Huelva in de regio Andalusië met een oppervlakte van 203 km². In 2007 telde Moguer 18.381 inwoners.

## Demografische ontwikkeling
Bron: INE; 1857-2011: volkstellingen

## Geboren in Moguer
- Francisco Roldán (1462-1502), ridder
- Juan Ramón Jiménez (1881-1958), dichter en Nobelprijswinnaar (1956)